# Семенов Олександр Іванович (художник)
Олександр Іванович Семенов (19 вересня 1921, Шишкіно — 2003) — український живописець; член Спілки художників України з 1994 року. Батько художника Олега Семенова.

## Біографія
Народився 19 вересня 1921 року в селі Шишкіному (нині Нижньогородська область, Росія). Після школи навчався в аероклубі, потім вступив до Енгельського військово-авіаційного училища, одночасно навчався на трирічних Заочних курсах Будинку народної творчості імені Надії Крупської у Москві.
Брав участь у німецько-радянській війні. Після демобілізації з 1946 року працював у Львівському товаристві художників; протягом 1946—1949 років навчався у Львівському художньому інституті. 1967 року переїхав до міста Миколаєва, де мешкав у будинку на вулиці Космонавтів, № 74, квартира № 150. Помер у 2003 році.

## Творчість
Працював у галузях станкового живопису (створював портрети, пейзажі) та монументального мистецтва (розписував церкви). Серед робіт:
- «Портрет Романа Вайнштока» (1980);
- «Герой Радянського Союзу Павло Кривокоритов» (1984);
- «Море. Гурзуф» (1987);
- «Мир переможе. М. С. Горбачов» (1987);
- «Портрет художниці» (1990).

У 1998 році створив галерею портретів губернаторів Миколаєва і командирів Чорноморського флоту від часів Григорія Потьомкіна до Жовтневої революції.
Разом із сином Олегом зробив іконописне оформлення Миколаївського кафедрального собору Свято-Різдва Богородиці, розписав ще декількох церков на Миколаївщині. 
Брав участь у багатьох обласних, республіканських, всеукраїнських художніх виставках. Твори художника зберігаються в галереях і приватних колекціях України і за кордоном.